# 加拿大男女同性戀檔案館
43°40′05″N 79°23′20.3″W / 43.66806°N 79.388972°W

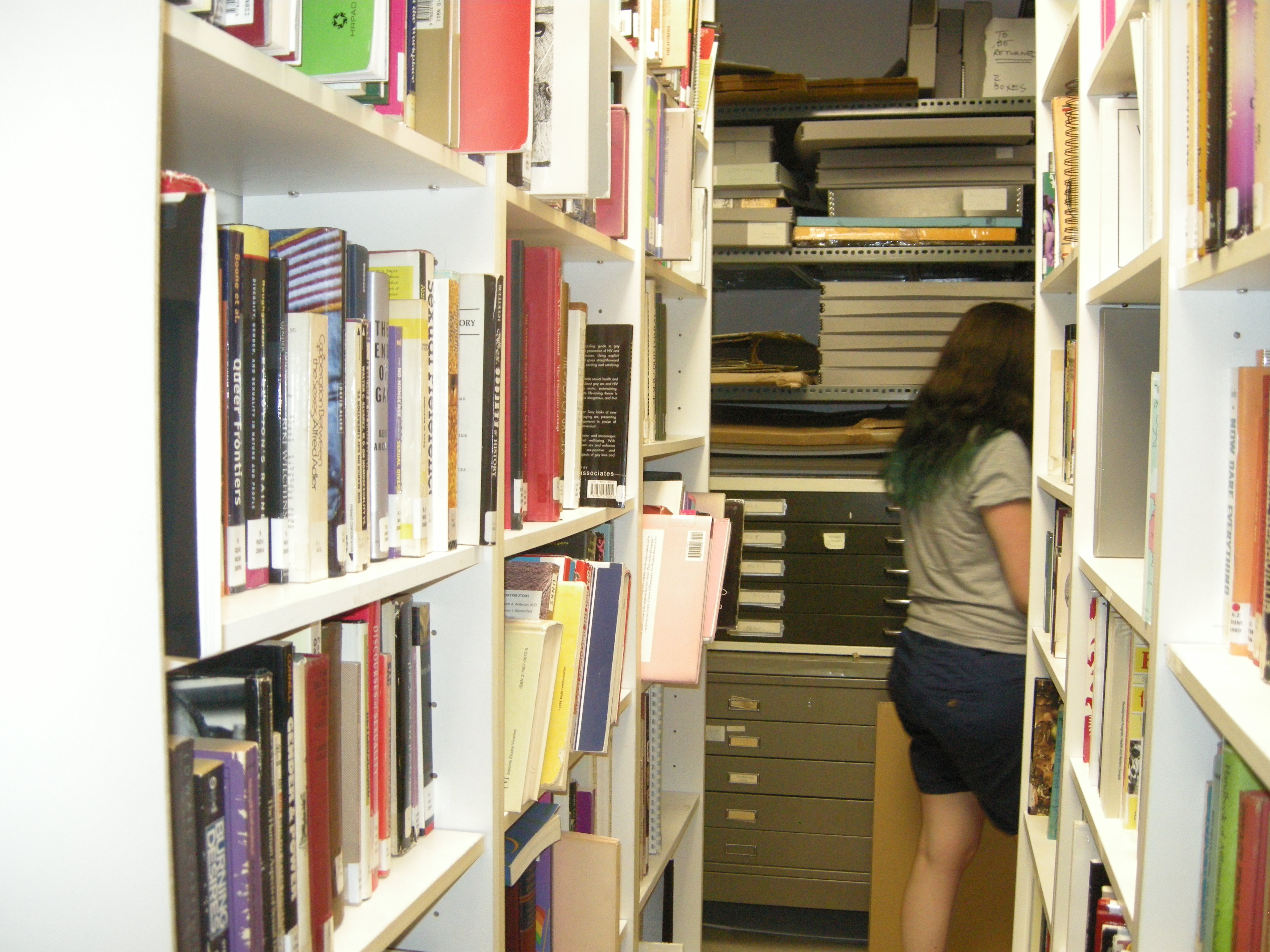
加拿大女同性恋和男同性恋档案馆的图书馆资料

加拿大男女同性戀檔案館（Canadian Lesbian and Gay Archives）位於加拿大多倫多，致力於收集有關加拿大男同性戀、女同性戀、雙性戀與跨性別的歷史資料。它成立於1973年，由加拿大當地的同性戀社群媒體贊助成立，原名為「加拿大同性戀解放運動檔案館」（Canadian Gay Liberation Movement Archives），後來在1993年改為現名，目前是一個非營利組織。
加拿大男女同性戀檔案館的館址最初位於多倫多市中心的坦珀倫斯街（Temperance Street），後在2005年11月時暫遷到當地同志村內。接著檔案館發起募捐活動，最後得以遷進多倫多兒童援助協會（Children's Aid Society）位於伊莎貝拉街（Isabella Street）的舊址。該館在進行翻修與整建後在2009年9月26日重新開放。

## 外部連結
- 加拿大男女同性戀檔案館（页面存档备份，存于）（英文）